# 충북보건과학대학교
충북보건과학대학교(忠北保健科學大學校, Chungbuk Health & Science University)는 대한민국의 충청북도 청주시의 사립 전문대학이다.

## 연혁
1991년 11월 30일 윤석용이 설립한 학교법인 주성학원에 의하여 주성전문대학이 설립되었다. 이듬해 3월 11일 개교하였다. 1998년 5월 1일부터 주성대학으로 교명을 변경하였다. 한편, 2005년 설립자인 윤석용이 사망하면서 학교 운영이 존폐의 기로에 놓이게 되었지만, 충청북도의회 의원인 박재국이 학교법인을 인수하며 운영이 안정되었다. 2012년 9월 6일부터 충북보건과학대학교로 교명을 변경하고 현재에 이르고 있다.
한편, 2010년과 2011년 대한민국 교육과학기술부로부터 학자금대출제한대학과 정부재정지원제한대학 등에 선정된 이력이 있다.

## 교육편제
충북보건과학대학교는 자체적으로 보건의료, 과학기술, 사회서비스, 경찰·부사관, 예체능 등 5개 계열을 설정하고 하위로 24개 학과를 설치하여 전문학사 학위 과정을 교수하고 있다.